# Noisy-sur-Oise
Noisy-sur-Oise község Franciaországban. Lakosainak száma 582 fő (2022. január 1.).

## Földrajza
Noisy-sur-Oise Bruyères-sur-Oise, Asnières-sur-Oise, Beaumont-sur-Oise és Saint-Martin-du-Tertre községekkel határos.